# Berlin (Maryland)
Berlin ist eine Stadt (Town) im Worcester County im US-Bundesstaat Maryland. Das U.S. Census Bureau hat bei der Volkszählung 2020 eine Einwohnerzahl von 5026 ermittelt. In der Stadt liegt das Atlantic General Hospital.

## Geographie
Berlin liegt auf einer Halbinsel zwischen den Buchten Chesapeake Bay und Delaware Bay zwischen Virginia und Delaware. Die Stadt liegt an den Bächen Battle Creek, Kitts Branch und an noch ein paar kleinen weiteren Bächen. Die Stadt grenzt an den Atlantik und besitzt viele Buchten, darunter die Sinepuxent Bay. Außerdem besitzt Berlin noch eine Menge Ortsteile, darunter Germantown. Es liegt 190 Kilometer südlich von Philadelphia, 190 Kilometer nördlich von Virginia Beach und 170 Kilometer südöstlich von der Hauptstadt Washington D.C. Die Stadtfläche beträgt 5,7 km². Außerdem liegt der Assateague State Park auch noch auf Teilen des Gemeindegebiets.

## Geschichte
Das Dorf wurde 1677 gegründet. Das Burleigh Inn, das an der Philadelphia Post Road (jetzt South Main Street) und an der Sinepuxent Road (jetzt Tripoli Street) lag, gab dem Dorf den Namen. 1868 wuchs Berlin und wurde immer populärer für Touristen, vor allem wegen der Jagd und des Fischens. Im 18. Jahrhundert wurde in Berlin Stephen Decatur geboren. Dem Filmpublikum ist Berlin als Kulisse bekannt. In Die Braut, die sich nicht traut ist Berlin die Kulisse für den fiktiven Ort Hale, Maryland, der Heimatort von Maggie Carpenter Julia Roberts.
Neun Bauwerke und Stätten in Berlin sind insgesamt im National Register of Historic Places (NRHP) eingetragen (Stand 21. September 2018).

## Verkehr
Berlin liegt an den US-Highways 50 und 113 sowie an sechs verschiedenen State Highways. Nächster Flughafen ist der Ocean City Municipal Airport, der jedoch auf der Berliner Gemeindefläche liegt.

## Sportanlagen
- Eagles Landing, Sportanlage
- Ocean Downs Racetrack, Autorennbahn
- The Beach Club Golf Links, Golfplatz
- Deer Run Golf Club, Golfplatz
- Bay Club, Golfplatz
- Rum Pointe Golf Course, Golfplatz
- Ocean City Golf and Yacht Club, Golfplatz und Yachtclub
- River Run Golf Course, Golfplatz

## Demografische Daten
Das durchschnittliche Einkommen eines Haushalts liegt bei 33.438 USD, das durchschnittliche Einkommen einer Familie bei 36.653 USD. Männer haben ein durchschnittliches Einkommen von 29.946 USD gegenüber den Frauen mit durchschnittlich 20.293 USD. Das Pro-Kopf-Einkommen liegt bei 19.303 USD. 14,3 % der Einwohner und 12,9 % der Familien leben unterhalb der Armutsgrenze. 22,6 % der Einwohner sind unter 18 Jahre alt und auf 100 Frauen ab 18 Jahre und darüber kommen statistisch 74,7 Männer. Das Durchschnittsalter beträgt 38 Jahre (Stand: 2000).

## Söhne und Töchter der Stadt
- Stephen Decatur junior (1779–1820), Marineoffizier
- John Rankin Franklin (1820–1878), Politiker
- George Washington Covington (1838–1911), Politiker
- L. Irving Handy (1861–1922), Politiker
- Linda Harrison (* 1945), Filmschauspielerin und Fotomodell